# Keine Angst vor Liebe
Keine Angst vor Liebe ist eine deutsche Verwechslungskomödie des Regisseurs Hans Steinhoff aus dem Jahr 1933. In den Hauptrollen verkörpern Liane Haid und Jessie Vihrog die beiden Sekretärinnen Käte und Trude, die aus verschiedenen Gründen mit ihren Arbeitsbedingungen unzufrieden sind.

## Handlung
Die arbeitslose Sekretärin Käte bewirbt sich aufgrund eines Missverständnisses in der Klavierfabrik des Unternehmers Helmut Hofert. Da er eigentlich im Augenblick gar keinen Bedarf nach einer zusätzlichen Sekretärin hat, Käte ihm aber rein optisch sehr zusagt, stellt er sie ein. Zunächst mit sehr wenigen Aufgaben betreut, wird es Käte in ihrer neuen Anstellung bald langweilig.
Kätes Freundin Trude, die auch als Sekretärin in einem anderen Unternehmen angestellt ist, im Gegensatz zu ihr, dermaßen mit Arbeit überhäuft wird, dass sie des Öfteren bis spät in die Nacht arbeiten muss.
Käte erklärt gegenüber ihrem Chef, dass sie mit der geringen Anzahl der ihr zugeteilten Aufgaben nicht zufrieden ist. Gleichzeitig sucht Käte das Gespräch mit Trude. Die beiden Frauen beschließen, sich am folgenden Tag gemeinsam krankzumelden um dann, am darauffolgenden Tag, ihre Rollen gegenseitig zu tauschen.
Beide können nicht ahnen, dass die jeweiligen Chefs das Arbeitsvolumen ihrer Sekretärinnen zwischenzeitlich überdacht und geändert haben. Durch diesen Umstand wäre der Rollentausch im Nachhinein betrachtet eigentlich gar nicht nötig gewesen.

## Produktionsnotizen
Fritz Grossmann leitete die Produktion, Willi Morrée leitete die Aufnahme.
Keine Angst vor Liebe wurde am 12. Dezember 1933 im Berliner Titania-Palast uraufgeführt.

## Filmzensur
Das NS-Regime überprüfte den Film auf eventuell dem Regime abträgliche Inhalte und legte ihm mit dem Beschluss B.34907 im Rahmen der damals üblichen Filmzensur am 6. November 1933 ein Jugendverbot auf.